# Gabriela Cámara

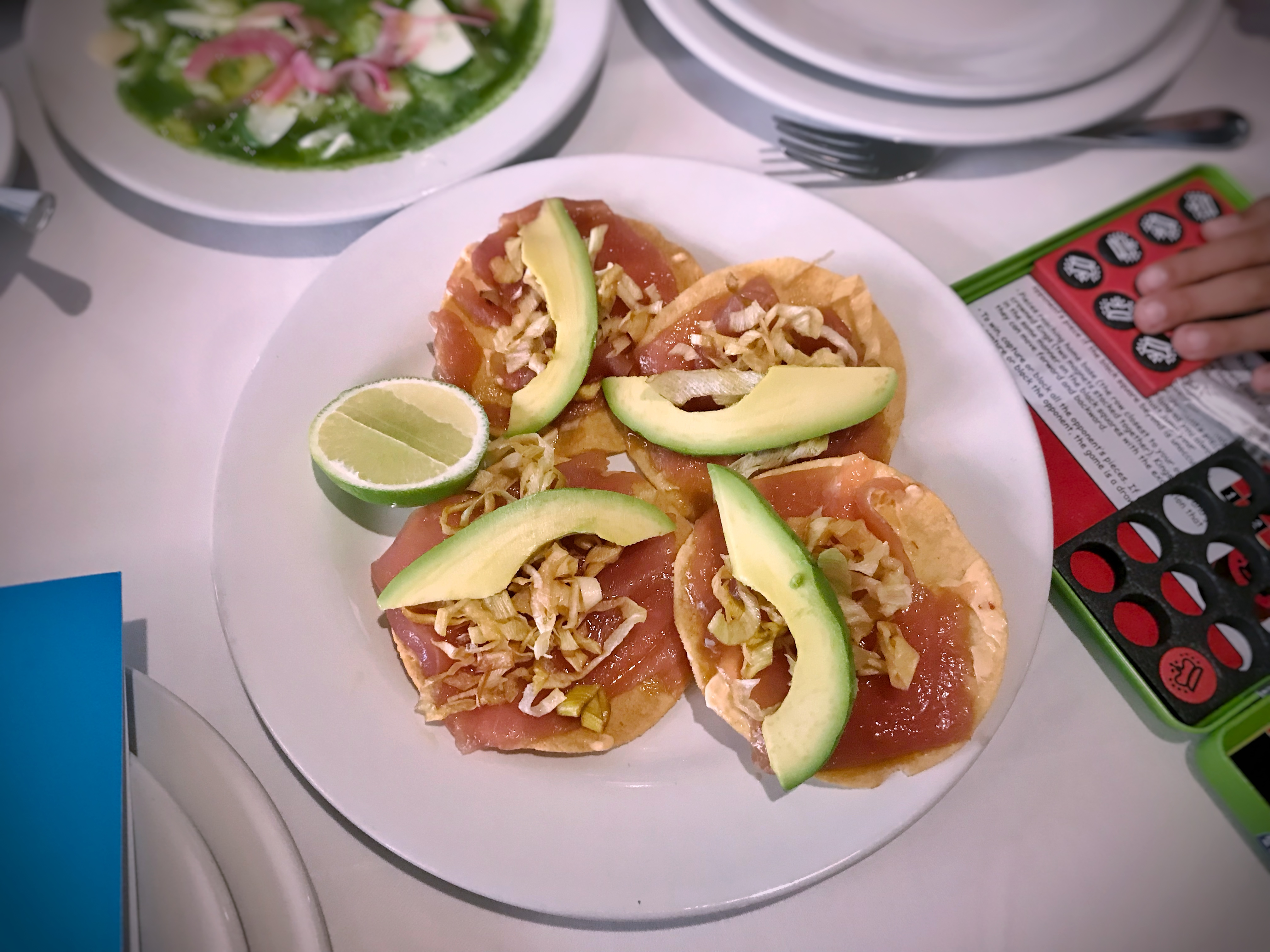
Prato de tostada de atum de Gabriela Cámara no Contramar

Gabriela Cámara é uma chef de cozinha, empresária e escritora mexicana. Em 2020, apareceu na lista de 100 pessoas mais influentes do mundo do ano pela Time.